# Circuito de telecomunicación
Un circuito de telecomunicación es cualquier línea, conductor u otro conducto por el cual se transmite la información.
Un circuito exclusivo, circuito privado o línea dedicada es una línea que se dedica a un solo uso. Originalmente, era analógica  y era utilizada a menudo por las emisoras de radio como un enlace estudio/transmisor (STL) o unidad de captación remota (RPU) para su audio, a veces como una copia de seguridad de otros medios. Las siguientes líneas fueron las digitales y se utilizaron para redes de datos de empresas privadas.
Lo opuesto a un circuito dedicado es un circuito conmutado, que se puede conectar a diferentes caminos. Una línea de teléfono POTS o ISDN es un circuito conmutado, ya que puede conectarse a cualquier otro número de teléfono.
En las líneas digitales, se puede crear un circuito virtual para servir cualquier objetivo, a la vez que comparte un único circuito físico.